# Eric Bell
Eric Robin Bell, född 3 september 1947 i Belfast, är en irländsk musiker och originalgitarrist i Thin Lizzy. Han medverkade på deras tre första album tills han slutade och påbörjade en solokarriär.